# Robert Coryndon
Sir Robert Thorne Coryndon (2 avril 1870 – 10 février 1925), est un administrateur colonial britannique, ancien secrétaire de Cecil Rhodes. Il est notamment gouverneur de l'Ouganda (1918–1922) puis du Kenya (1922–1925). C'est l'un des plus importants administrateurs de son époque.

## Jeunesse
Robert Thorne Coryndon naît dans la colonie du Cap le 2 avril 1870. Il suit ses études au St. Andrew's College de Grahamstown (en actuelle Afrique du Sud) puis au Cheltenham College en Angleterre. En 1899, il revient en Afrique pour intégrer l'entreprise de ses oncles, Caldecott and Bell, à Kimberley. Peu satisfait de cet emploi, il rejoint après quelques mois la Bechuanaland Border Police, mise en place en 1889 par la British South Africa Company (BSAC) de Cecil Rhodes.
En 1890, il participe à la colonne des pionniers qui occupe le Mashonaland.
En 1893 et 1896, il sert durant les campagnes militaires au Matabeleland à l'occasion de la Première et Seconde Guerre ndébélé.
En 1896, il devient le secrétaire particulier de Cecil Rhodes, notamment durant l'enquête parlementaire concernant le raid Jameson. À l'été 1897, il est nommé en tant que représentant de la BSAC au Barotseland et, en octobre 1897, il rejoint la cour du roi du Barotseland, Lewanika, à Lealui, où il est fraîchement reçu. Lewanika n'admet pas le représentant d'une compagnie sud-africaine alors qu'il attendait un représentant du gouvernement du Royaume-Uni. En octobre 1899, la reine Victoria signe un décret en conseil qui crée le protectorat du Barotseland-Rhodésie du Nord-Ouest et, en septembre 1900, Robert Coryndon en est nommé commissaire. Il occupe ce poste jusqu'en 1907. Il est ensuite Resident Commissioner au Swaziland et, en 1914-1915, président de la Southern Rhodesian Native Reserves Commission (« Commission des terres autochtones de la Rhodésie du Sud »). En 1916, il est nommé Resident Commissioner au Basutoland.

## Carrière de gouverneur colonial
En 1917, Robert Coryndon se voit attribuer la position de gouverneur et commandant en chef de l'Ouganda ; il prend son poste en 1918.
En tant que gouverneur, il doit gérer la crise de la roupie est-africaine, indexée sur la roupie indienne, que les colons veulent voir dévaluer puis indexer sur la livre sterling, tandis que les entrepreneurs craignent les pertes que cela entraînerait. La monnaie locale est presque entièrement détenue par les producteurs africains de coton et des calculs réalisés par des responsables gouvernementaux montrent que la perte par famille serait faible, mais d'autres officiels, dont Coryndon, craignent la perte de confiance envers le gouvernement qui en résulterait. Il écrit que les effets de la mesure de dévaluation ne peuvent se mesurer avec le seul indicateur de la perte par tête.
Winston Churchill, secrétaire d'État aux colonies à ce moment, nomme, en 1922, Robert Coryndon gouverneur et commandant en chef du Kenya et haut-commissaire pour Zanzibar. Le précédent gouverneur, Edward Northey (en), avait écrit, en 1919 : « Je crois qu'un  grand avenir attend ce pays, mais seulement si un flux constant d'indigènes venant des réserves, travaillant volontairement pour un bon salaire, bien logés et nourris, sous contrôle et supervision européens, peut être correctement généré. » La politique de Northey avait cependant menée la colonie au bord de la banqueroute et, entre 1913 et 1920, la production indigène n'avait cessé de décroître. On attend donc du nouveau gouverneur qu'il mène une politique permettant l'augmentation de la production par les Africains. Coryndon définit une « double politique » pour corriger les problèmes qui découlent d'un parti pris excessif en faveur des colons, tout en évitant l'idée que les intérêts autochtones sont primordiaux,. Il déclare, en 1923, que les intérêts des Européens et ceux des Africains sont complémentaires et que si les incitations nécessaires sont mises en place, sa population sera le bien le plus précieux du Kenya. L'administration est censée prêter attention au bien-être moral, à la santé et au bien-être matériel des populations, montrer son sens des responsabilités envers l'État. Les Africains doivent recevoir une éducation adaptée à leurs besoins. La double politique devient plus tard la base officielle de l'administration de la colonie.
Churchill donne à Coryndon le mandat de résoudre la « question indienne » au Kenya. Il est en faveur d'un peuplement blanc, mais pas de l'autonomie, il perçoit cependant la nécessité d'accueillir des migrants Indiens qui œuvrent en tant que commerçants. Durant les années 1920 il existe un flux croissant d'immigration indienne à Nairobi ; les migrants s'installent comme commerçants, travailleurs du rail, employés administratifs gouvernementaux et petits industriels. La conséquence est que les Européens abandonnent le centre de Nairobi pour s'installer dans les banlieues, notamment à l'ouest. Les immigrants indiens se voient appliquer une politique des droits similaire à celle des colons européens. La réponse du gouvernement impérial est de chercher des moyens et critères permettant d'accorder le droit de vote à environ 10 % des Indiens, à laisser en place une solide majorité européenne tout en accordant quelques sièges électifs aux Indiens. Coryndon présente ses propositions à l'occasion d'une réunion avec la communauté européenne à Nairobi ; elles sont unanimement rejetées. Avant d'accepter que le sujet soit présenté à l'assemblée législative, les Européens insistent sur le fait qu'il est nécessaire de restreindre l'immigration indienne.
Robert Coryndon décède à Nairobi le 10 février 1925. Le 17 février, le conseil législatif vote une pension de cinq cents livres à sa veuve, à vie ou jusqu'à qu'elle se remarie, une de deux cents livres pour chacun de ses trois fils jusqu'à ce qu'ils atteignent l'âge de vingt-et-un ans et une pension de cent livres pour sa fille, jusqu'à ce qu'elle se marie ou atteigne l'âge de vingt-et-un ans.

## Postérité
Robert Coryndon est un des « douze apôtres » de Cecil Rhodes, il doit beaucoup aux enseignements de ce dernier. Son propre secrétaire particulier dit de lui, plus tard, qu'il est un homme simple avec des idées simples. Il est tenant de la politique de l'indirect rule, afin de « créer une société plus moderne sur la base des traditions du peuple ». Quoiqu'il prétende aimer et comprendre les Africains, en pratique, il fait peu de choses pour améliorer leur vie et professe sans vergogne des opinions racistes. Il freine le développement de l'agriculture indigène à la demande des planteurs de café européens ainsi que le développement de l'industrie du tissage en raison de sa méfiance à l'égard des Indiens.

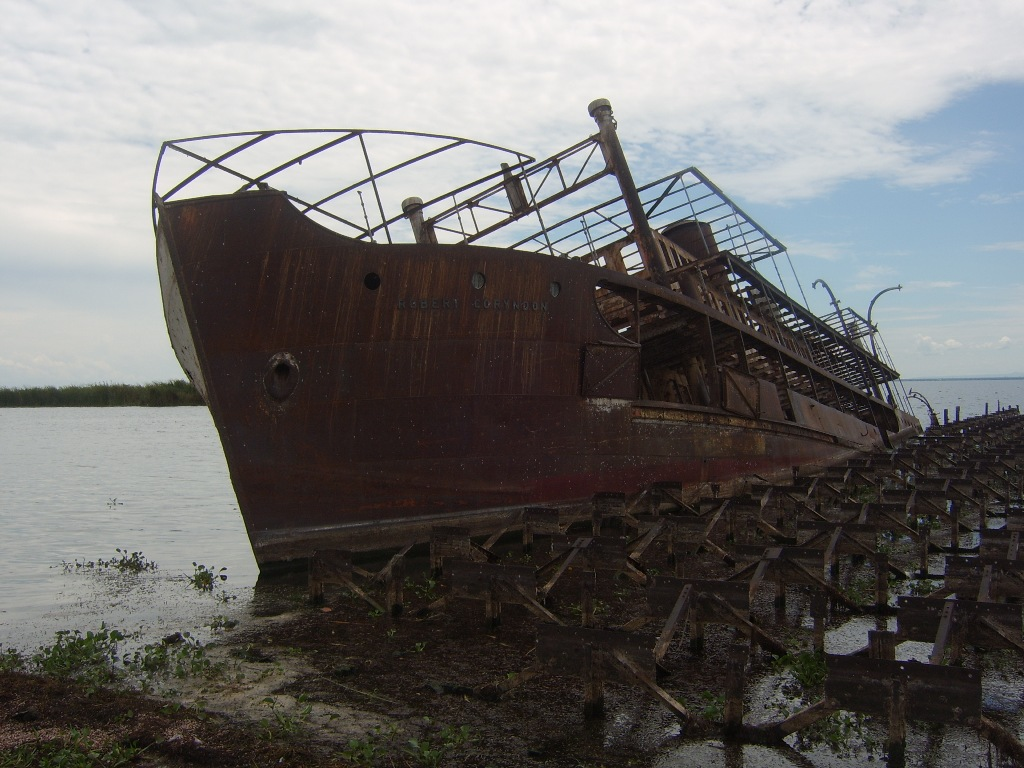
Épave du SS Robert Coryndon en 2009.

En 1929 le gouvernement colonial du Kenya crée un musée à son nom à Nairobi ; il est officiellement inauguré le 22 septembre 1930. Il devient le musée national de Nairobi après l'indépendance en 1963. Un navire à vapeur de huit cents tonnes et soixante-trois mètres de long, le SS Robert Coryndon (en), construit par J. Thorneycroft & Co de Southampton, est en service sur le lac Albert entre 1930 et 1964. Il dessert Butiaba (en), en Ouganda, via Pakwach, avec des cabines de première classe. Ernest Hemingway, qui se retrouve à Butiaba après l'écrasement de son avion alors qu'il est en safari, décrit le navire comme magnifique. Il coule en 1964, ne laissant qu'une carcasse abandonnée.